# 호텔왕
호텔왕은 2011년 10월에 런칭된 호텔가격비교 서비스이다. 아고다, 호텔스닷컴, 부킹닷컴, 익스피디아, 하나투어, 호텔엔조이등 전세계 100여개 호텔예약사이트를 비롯, 80여만개 호텔, 모텔, 게스트하우스, 리조트, 콘도등을 실시간으로 비교 할 수 있는 호텔가격비교 서비스이다.

## 역사
2012년 10월 - 호텔, 렌트카 메타서치서비스로 런칭을 했으며, 당시 이름은 페어캣이었다.

2012년 11월 - 호텔 가격비교 전문 가격비교 사이트로 변경

2013년 1월 - 브랜드명 "호텔왕"으로 변경

2013년 2월 - 안드로이드 앱출시

2013년 7월 - 호텔왕 서비스지수 발표

2013년 10월 - 트래포트와 제휴를 통해 항공예약 서비스를 런칭

2014년 7월 - 일간스포츠, 머니투데이, 조선일보등에 추천앱으로 소개